# Henry Stanley Raper
Henry Stanley Raper (* 5. März 1882 in Bradford; † 12. Dezember 1951) war ein britischer Biochemiker und Hochschullehrer.

## Leben
Henry Stanley Raper wurde als achtes Kind von James Rhodes Raper and Sarah Ann Tankard in Bradford, Yorkshire geboren. Nach der Schulausbildung studierte er Chemie und Färberei am Bradford Technical College und wechselte 1899 an das Old Yorkshire College, ab 1904 Teil der University of Leeds. 1903 graduierte er mit Auszeichnung im Fach Chemie und forschte anschließend bei Julius B. Cohen. 1904 erschien seine erste wissenschaftliche Publikation als Co-Autor. Durch Cohen wurde sein Interesse an der Biochemie geweckt und 1904 erhielt er ein dreijähriges Stipendium (1851 Exhibition scholarship) für das Lister Institute of Preventive Medicine. Seine Zeit am Lister Institute wurde durch ein Studienaufenthalt an der Universität Straßburg bei Franz Hofmeister unterbrochen. Während seiner Zeit in London studierte Raper Anatomie und Histologie am King’s College London und erhielt 1910 den akademischen Abschluss in Medizin. Von 1910 bis 1913 war Raper sowohl Dozent für pathologische Chemie an der University of Toronto als auch Professor für Organische Chemie und Biochemie an der Ontario Dental School. Er kehrte 1913 aus Kanada zurück und wurde Dozent für Biochemie an der University of Leeds. Nach einer Unterbrechung durch den Ersten Weltkrieg setzte Raper seine Forschungstätigkeiten ab 1919 als Professor für Physiologie und Biochemie in Leeds fort. 1923 wurde er als Nachfolger von Archibald Vivian Hill als Professor für Physiologie an die Manchester University berufen. 1949 gab Raper seinen Lehrstuhl auf und wurde von der Universität zum Dekan der Medizinischen Fakultät und zum Professor für Chemische Physiologie ernannt.

## Wissenschaftliches Werk
Zu Beginn seiner Forschungstätigkeit befasste sich Raper mit dem Einfluss der Stellungsisomerie auf die optische Aktivität am Beispiel der Ester von Menthol und isomerer Chlor- und Iodbenzoesäuren.
Ein wichtiges Arbeitsgebiet, dessen Anfänge bereits in seiner Zeit am Lister Institute lagen, waren die Fette. Raper untersuchte die Oxidation von verzweigten Fettsäuren und in späteren Jahren den Fettstoffwechsel mittels Isotopenmarkierung.
Die größte Aufmerksamkeit erhielt Raper durch seine Beiträge zur Erforschung der Melanin-Bildung. Er konnte zeigen, dass ausgehend von Tyrosin über das rote Pigment Dopachrom als Zwischenstufe und weiteren Decarboxylierungs- und Oxidationsschritten Melanin gebildet wird. Diese Biosynthese wird nach Raper und John Harley-Mason als Raper-Mason-Schema bezeichnet.

## Auszeichnungen
- 1918 Commander of the Order of the British Empire (CBE).
- 1929 Mitglied der Royal Society.
- 1938 Mitglied des Royal College of Physicians
- 1947 Doctor of Laws (honoris causa)